# Завгороднє (Ізюмський район)
Завгоро́днє — село в Україні, у Балаклійській об'єднаній територіальній громаді Ізюмського району Харківської області. ( до 2020 року у Балаклійському районі Харківської області) Населення становить 652 осіб. До 2020 орган місцевого самоврядування — Петрівська сільська рада.

## Археологія
У села численні пам'ятки археології:
- поселення-І, доби неоліту та зрубної культури. V–IV тисячоліття до н.е., 2-га половина ІІ тис. до н.е., 1,5  км від східної околиці села біля озера Попове, площа 80х40 м;
- поселення-ІІ, доби неоліту, зрубної та салтівської культур. V–IV тис. до н.е., 2-га половина ІІ тис. до н.е., 2-га половина І тис.н.е. - 200 м на схід від поселення-I біля озера Попове, площа 200х100 м;
- поселення-ІІІ, зрубної культури. 2-а половина ІІ тис. до н.е. - 1,7  км від східної околиці села, біля озера Солдатське-ІІ, площа 90х40 м;
- поселення доби енеоліту середньостогової культури IV–III тис. до н.е. - 1,6  км від південно-східної околиці села, біля озера Солдатське-ІІ, площа 80х35 м;
- селище давньоруського часу. ІХ-ХІ ст. - гирло річки Берестянки, площа 50х40 м;
- поселення доби неоліту, зрубної та салтівської культур. V-IV тис. до н.е., 2-га половина ІІ тис. до н.е., 2-га половина І тис.н.е. - біля озера Лиман, площа 200х40 м;
- поселення салтівської культури. VIII-Х ст. - 1,5  км північний схід від піонерського табору, на лівому березі річки Сіверський Донець;
- поселення зрубної культури. 2-га половина ІІ тис. до н.е. - за 700 м від піонерського табору в урочищі «Садиби», площа 120х90 м;
- курганна могила «Весела» висотою 7 м, діаметром 50 м - 169 квадрат Завгородненського лісництва;
- 14 могил висотою 0,3-2.0 м, розташовані на захід від села.[1]

## Історія
Засноване 1675 року як слобода Верьовкіна. За радянської влади перейменована на сучасну назву. За ревізійними списками 1858 року більшість населення мала російські прізвища.
Село постраждало внаслідок геноциду українського народу, проведеного урядом СРСР в 1932—1933 роках, кількість встановлених жертв у Завгородньому, Петровському, Бересті, Протопопівці — 586 людей.
12 червня 2020 року, відповідно до Розпорядження Кабінету Міністрів України  № 725-р «Про визначення адміністративних центрів та затвердження територій територіальних громад Харківської області», увійшло до складу Балаклійської міської територіальної громади.
19 липня 2020 року, в результаті адміністративно-територіальної реформи та ліквідації Балаклійського району, село увійшло до складу новоутвореного Ізюмського району.

## Географія
Села Петрівське і Завгороднє межують. Поруч протікає річка Сіверський Донець.

## Також
- Перелік населених пунктів, що постраждали від Голодомору 1932-1933, Харківська область